# Линевка (Ульяновський район)
Линевка (рос. Ломы) — селище в Ульяновському районі Ульяновської області Російської Федерації.
Населення становить 219 осіб. Входить до складу муніципального утворення Большеключищенське сільське поселення.

## Історія
Від 2004 року входить до складу муніципального утворення Большеключищенське сільське поселення.

## Населення
| 2010 | 2013 | 2015 |
| ---- | ---- | ---- |
| 253  | ↘211 | ↗219 |